# Akai Naomasa
Akai Naomasa est un nom japonais traditionnel ; le nom de famille (ou le nom d'école), Akai, précède donc le prénom (ou le nom d'artiste).
Akai Naomasa (赤井 直正, 1529-8 avril 1578) est un samouraï de l'époque Sengoku.
Naomasa est connu pour sa défense du château de Kuroi dans la province de Tamba. Il meurt de maladie au cours du siège et la responsabilité de la défense du château passe à son neveu, Akai Tadaie.

## Source de la traduction
- (en) Cet article est partiellement ou en totalité issu de l’article de Wikipédia en anglais intitulé « Akai Naomasa » (voir la liste des auteurs).